# Florencio Gelabert
José Florencio Gelabert Pérez (Caibarién, 23 de febrero de 1904 - La Habana, 30 de agosto de 1995) fue un músico, escultor, dibujante y profesor cubano. 

## Biografía
José Florencio Gelabert Pérez nació en el poblado de Caibarién, Las Villas, en Cuba, el 23 de febrero de 1904. De familia humilde, trabajó en su adolescencia como aprendiz de fundidor. Interesado por la música, Gelabert se une a la banda de Caibarién. Habiendo recibido una beca para estudiar en la Academia Nacional de Bellas Artes San Alejandro, se traslada a La Habana y se gradúa en 1934. 
Sin abandonar la música, estuvo vinculado a importantes músicos cubanos de la época, como Amadeo Roldán y Alejandro García Caturla. Ejerció una cátedra de profesor en la Escuela de Bellas Artes. Hacia 1938, decidió dedicarse completamente a la escultura, arte que cultivaría por el resto de su vida. 
Por esa época, se va de gira por Europa, visitando París, Nápoles, Roma, Florencia, Venecia y Bélgica. En París, coincide con Wilfredo Lam y conoce a la viuda de Antoine Bourdelle, pudiendo tener acceso a su estudio. Regresó a Cuba a estudiar pedagogía y posteriormente marcha a México, país en donde realizó una de sus primeras exposiciones personales, en el Palacio de Bellas Artes. 
Al regresar nuevamente a Cuba, creó numerosas esculturas en lugares públicos, tales como el monumento al general Quintín Bandera y las decoraciones del Hotel Habana Riviera, el Caballito de Mar, la Ninfa, el Tiburón y otro conjunto escultórico en bronce, frente a la entrada del cabaret de dicho hotel. También la fuente alegórica al transporte que se halla en el costado de la Terminal de Ómnibus, la del Hotel Atlantic y el mural de la heladería de Santa Catalina. 
Tras el triunfo de la Revolución cubana, en 1959, Gelabert dirigió la Academia Nacional de Bellas Artes San Alejandro hasta 1963. Después, pasa a trabajar en el Ministerio de la Construcción. Esculpió un Cangrejo Gigante a la entrada de su pueblo natal. Recibió numerosos premios y honores. Varias de sus obras se encuentran en la colección permanente del Museo Nacional de Bellas Artes. Igualmente, construyó el Panteón de los Veteranos de la Guerra de Independencia en el Cementerio de Colón de La Habana. 
Florencio Gelabert falleció en La Habana, el 30 de agosto de 1995, a los 91 años de edad.